# Albatros C.XV
Albatros C.XV – niemiecki dwupłatowy samolot wielozadaniowy z okresu I wojny światowej zbudowany w wytwórni Albatros-Werke GmbH w Berlinie. Ostatnia konstrukcja z serii dwumiejscowych samolotów wywiadowczych Albatrosa.

## Historia
Prace nad konstrukcją samolotu rozpoczęto w 1917 roku. Doświadczenia wynikające działań lotnictwa podczas I wojny światowej skłoniły konstruktorów do prac nad stworzeniem samolotu wielozadaniowego, mogącego prowadzić zadania wywiadowcze i szturmowe oraz współpracy z artylerią. Praktyczne podejście konstruktorów do zadania dało wynik w postaci powrotu do sprawdzonego prostokątnego przekroju kadłuba oraz podniesienia stanowiska obserwatora w celu poprawy widoczności. Nowym rozwiązaniem konstrukcyjnym było przesunięcie górnego płata do przodu względem dolnego, co redukowało niekorzystne oddziaływania pomiędzy płatami.
Produkcję nowej konstrukcji prowadzono w macierzystych zakładach Albatrosa oraz w Bayerische Flugzeug-Werke, Halberstädter Flugzeug-Werke oraz Linke-Hoffman we Wrocławiu. Wyprodukowano 1820 egzemplarzy[niewiarygodne źródło?]. Niewielka liczba egzemplarzy trafiła na front przed zawieszeniem broni. Zostały użyte od operacji wsparcia wojsk naziemnych. Podczas użytkowania ujawniły się wady konstrukcji, zakończenie wojny spowodowało zakończenie prac nad rozwojem tej maszyny.

## Użycie w lotnictwie polskim
Po odzyskaniu niepodległości Wojsko Polskie zakupiło 18 samolotów typu C XV od prywatnych firm w Gdańsku. Transakcja doszła do skutku dzięki działalności Polskiej Misji Zakupów kierowanej przez por. pil. Wiktora Willmanna. Pierwsze egzemplarze dostarczono w sierpniu 1920 roku, początkowo trafiły do Stacji Lotniczej Ławica, a następnie do Centralnych Warsztatów Lotniczych. Samoloty otrzymały polskie oznaczenie typu 23 i numery od 1 do 18. Zostały przekazane na wyposażenie 8., 12., 14., 16. eskadra wywiadowcza, 21. eskadra niszczycielska. Zostały wykorzystane podczas operacji niemeńskiej oraz w operacji wileńskiej gen. Lucjana Żeligowskiego. Kilka egzemplarzy było użytkowane w Wyższej Szkole Pilotów w Grudziądzu. Po zakończeniu działań wojennych Albatros C.XV, jako nietypowe maszyny, zostały skasowane na przełomie 1921 i 1922 roku

## Konstrukcja
Dwumiejscowy dwupłat o konstrukcji drewnianej.
Kadłub o przekroju prostokątnym, zbudowany na układzie podłużnic i wręg, o pokryciu z blachy aluminiowej i sklejki.
Skrzydła o konstrukcji dwudźwigarowej i dwudzielnej. Płat górny wyposażony w lotki. Kryte od krawędzi natarcia do pierwszego dźwigara sklejką, dalej płótnem. Komora płatów usztywniona słupkami i linkowymi naciągami.
Usterzenie o konstrukcji drewnianej, a szkielet statecznika poziomego i sterów spawany z rur stalowych. Pionowy statecznik pokryty sklejką, wykonany jako integralna część kadłuba. Stateczniki poziome dwudzielne, podparte zastrzałami, pokryte płótnem.
Podwozie trójpunktowe z płozą ogonową.
Napęd – rzędowy, 6-cylindrowy chłodzony wodą silnik Benz Bz.IV o mocy 200 KM (150 kW) lub Benz Bz.IVa o mocy 162 kW (220 KM). Chłodnica skrzynkowa umieszczona przed płatem górnym.